# باول هارينجتون
باول هارينجتون (بالإنجليزية: Paul Harrington)‏ هو موسيقي ومغني أيرلندي، ولد في 8 مايو 1960 في دبلن في جمهورية أيرلندا.

## وصلات خارجية
- الموقع الرسمي
- باول هارينجتون على موقع IMDb (الإنجليزية)
- باول هارينجتون على موقع ميوزك برينز (الإنجليزية)
- باول هارينجتون على موقع ديسكوغز (الإنجليزية)